# 皮德維索克 (拉季維利夫區)
50°19′34″N 25°24′14″E / 50.32611°N 25.40389°E
皮德維索克（烏克蘭語：Підвисоке），是烏克蘭西北部的村莊，隸屬里夫內州的杜布諾區。該村始建於1882年，面積3.57平方公里，海拔高度265米，2001年人口81，人口密度每平方公里22.7人。